# Hanko
Ne doit pas être confondu avec Péninsule de Hanko.
Pour le sceau japonais hanko, voir Sceau (Extrême-Orient).
Hanko (Hangö en suédois) est la ville la plus méridionale de Finlande. Elle est connue pour ses plages, ses récifs et ses maisons colorées. De grands ports de plaisance offrent un mouillage aux milliers de bateaux qui y font escale en été.

## Géographie
Elle se situe dans la province de Finlande méridionale et la région d'Uusimaa, légèrement au sud du 60e parallèle nord et 130 km au sud-ouest de la capitale Helsinki. La péninsule à l'extrémité de laquelle la ville fut bâtie, possède environ 130 km de bord de mer, dont 30 km de plage de sable et compte environ quatre-vingt-dix petites îles.
La distance jusqu'à la côte nord-ouest de l'Estonie est d'environ 70 kilomètres.

## Transports
Hanko est accessible par la route nationale 25, par la route européenne E18 et par bateau de plaisance.
La gare ferroviaire d'Hanko donne accès a la ligne d'Hanko du réseau ferroviaire de Finlande et en particulier à Helsinki et Turku.
La société Port d'Hanko gère trois ports de marchandises: le port de l'Ouest (Länsisatama), le port extérieur (Ulkosatama) et le port de Koverhar (Koverharin satama).
Les bateaux de plaisance peuvent accoster au port de plaisance ou port de l'Est (fi) (Itäsatama).

## Démographie
Depuis 1980, l'évolution démographique de Hanko est la suivante,
| Année      | 1980   | 1985   | 1990   | 1995   | 2000   | 2005  |
| ---------- | ------ | ------ | ------ | ------ | ------ | ----- |
| population | 12 163 | 12 071 | 11 458 | 10 825 | 10 044 | 9 827 |

| Année      | 2010  | 2015  | 2020  |
| ---------- | ----- | ----- | ----- |
| population | 9 462 | 8 867 | 8 182 |

## Histoire
Hanko a souvent joué un rôle stratégique dans l'histoire du pays, puisque située sur la route maritime reliant Stockholm et Saint-Pétersbourg. Au XVIIIe siècle, les Suédois construisirent des fortifications qui furent détruites par les navires de guerre britanniques et français pendant la guerre de Crimée. En 1940, à la suite de la guerre d'Hiver, les soviétiques réquisitionnèrent la presqu'île pour en faire une base navale. La ville est reprise par les Finlandais en décembre 1941 pendant la guerre de Continuation, après de féroces combats. Au traité de Paris, les Soviétiques renoncent à Hanko et installent à la place leur base navale à Porkkala, à portée de canon d'Helsinki.

## Administration

### Subdivisions administratives
Les quartiers d'Hanko sont : Hangon keskusta (Hangö centrum), Hangonkylä (Hangöby) et Hanko Pohjoinen (Hangö Norra).
Les agglomérations et villages d'Hanko sont : Henriksberg, Koverhar, Krogars, Tvärminne, Täktom, Lappohja (Lappvik), Santala (Sandö) et Öby.

### Conseil municipal
Les 31 conseillers municipaux sont répartis comme suit :
| Parti     | Parti                              | Sièges 2021–2025 |
| --------- | ---------------------------------- | ---------------- |
|           | Parti social-démocrate de Finlande | 9                |
|           | Parti de la Coalition nationale    | 3                |
|           | Vrais Finlandais                   | 4                |
|           | Ligue verte                        | 1                |
|           | Alliance de gauche                 | 2                |
|           | Chrétiens-démocrates               | 1                |
|           | Parti populaire suédois            | 10               |
|           | Hanko 2016 Hangö yhteislista       | 1                |
| Sources : |                                    |                  |

## Économie

### Principales entreprises
En 2021, les principales entreprises de Hanko par chiffre d'affaires sont :
| Société                              | C.A.  |
| ------------------------------------ | ----- |
| Forcit Oy Ab                         | 62 M€ |
| ViskoTeepak                          | 49 M€ |
| Helkama Bica Oy                      | 48 M€ |
| Helkama Velox Oy                     | 24 M€ |
| Hangö Stevedoring Oy Ab              | 19 M€ |
| K-Supermarket Hanko-Hangö            | 14 M€ |
| LU Rakennus Oy - VN Bygg Ab          | 14 M€ |
| Port d'Hanko                         | 13 M€ |
| Santalan Betoni Oy / Sandö Betong Ab | 11 M€ |
| MS-Steel Oy                          | 10 M€ |

### Employeurs
En 2021, les plus importants employeurs privés de Hanko sont:
| Employeur                            | Employés |
| ------------------------------------ | -------- |
| Forcit Oy Ab                         | 225      |
| Helkama Bica Oy                      | 189      |
| Hangö Stevedoring Oy Ab              | 180      |
| ViskoTeepak                          | 165      |
| Santalan Betoni Oy / Sandö Betong Ab | 72       |
| Helkama Velox Oy                     | 69       |
| Filterpak Oy                         | 66       |
| LU Rakennus Oy - VN Bygg Ab          | 52       |
| Manner                               | 50       |
| TylöHelo Oy                          | 45       |

## Tourisme

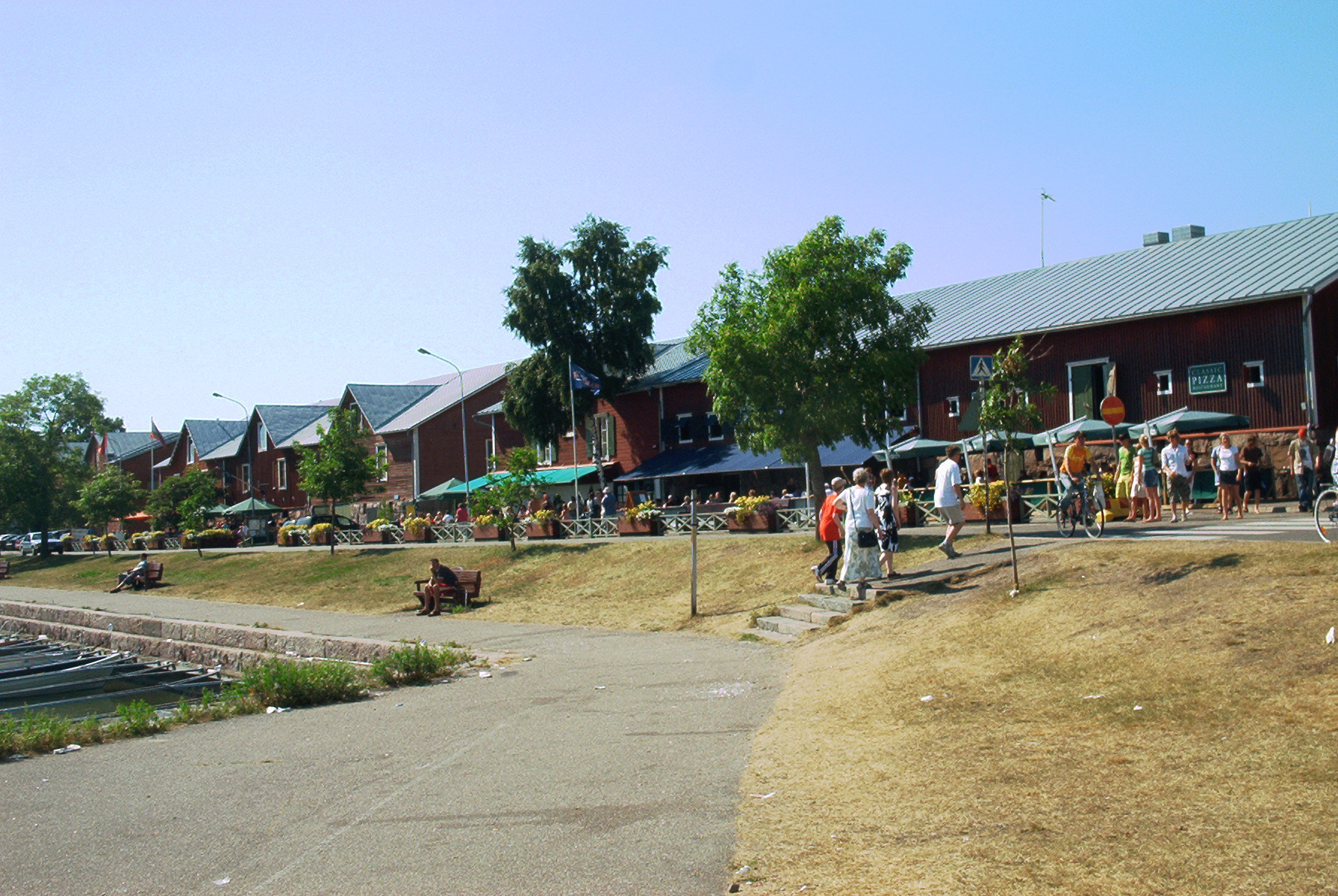
Les restaurants sur la marina durant la saison estivale.

- Le port de l'Est (Itäsatama) : en été l'activité est concentrée autour de ce port de plaisance.
- Les résidences d'été : à la fin du XIXe siècle quand la Finlande était une possession russe, Hanko était une station balnéaire très réputée, et de nombreux nobles y construisirent de jolies résidences d'été.

## Jumelage
| Ville | Ville                    | Pays | Pays     |
| ----- | ------------------------ | ---- | -------- |
|       | Commune de Haapsalu (en) |      | Estonie  |
|       | Gentofte                 |      | Danemark |
|       | Halmstad                 |      | Suède    |
|       | Stord                    |      | Norvège  |

## Galerie

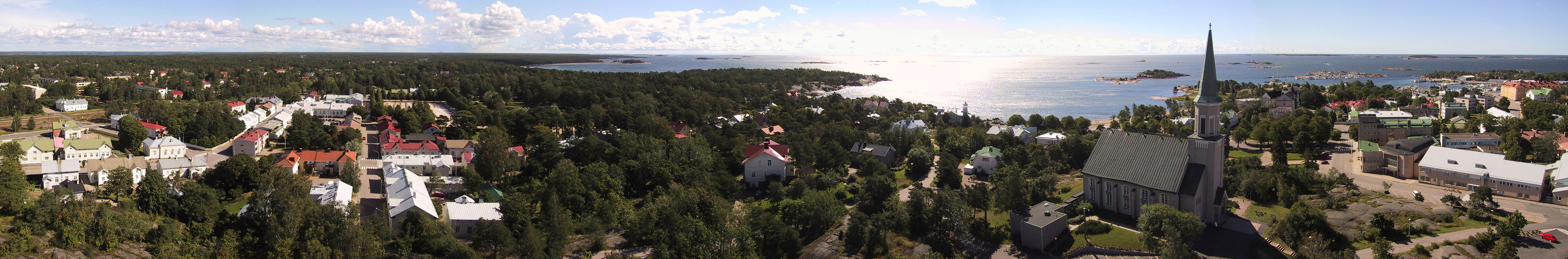
Panorama d'Hanko depuis le château d'eau

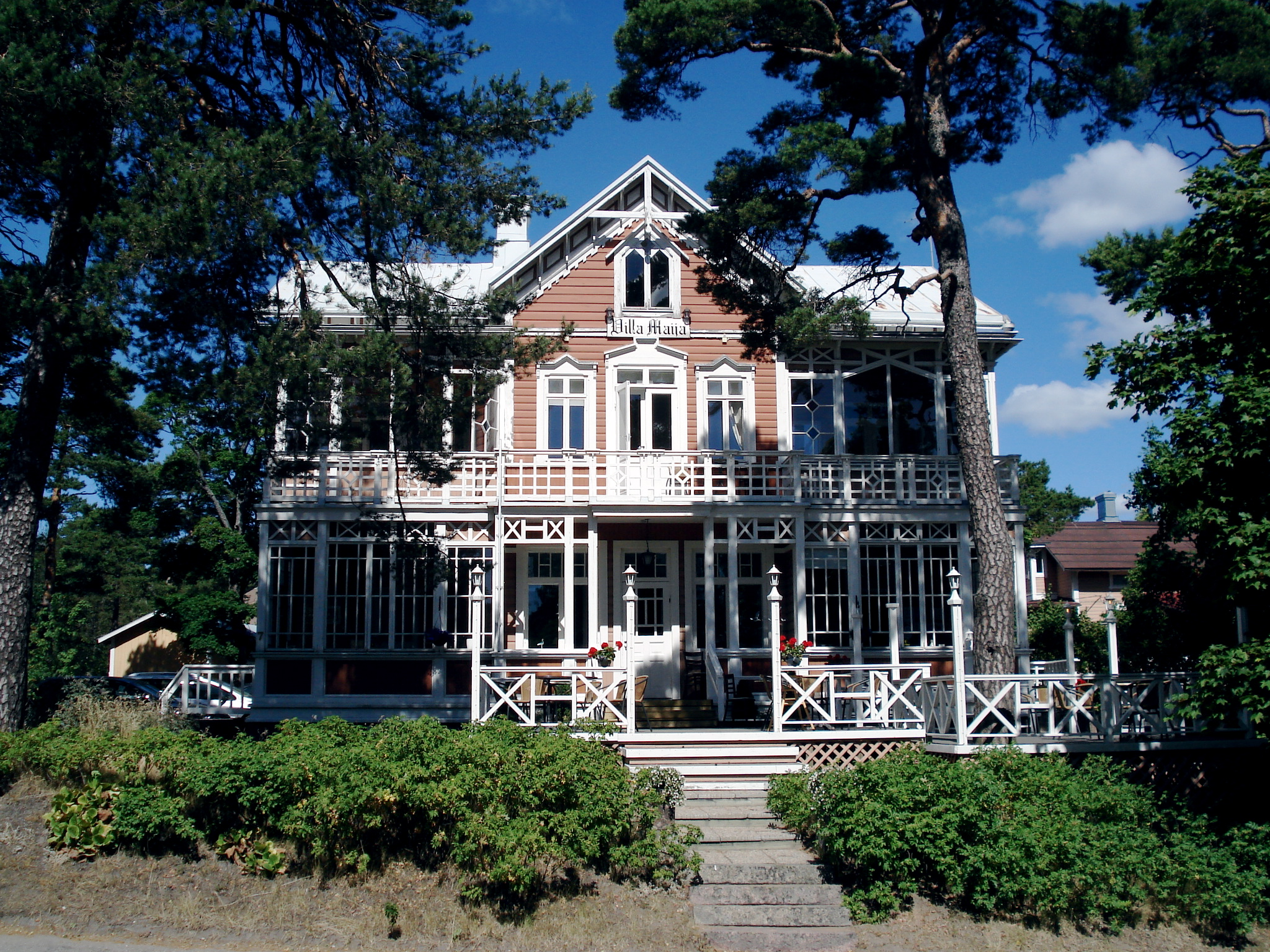
Hôtel Villa Maija à Hanko.
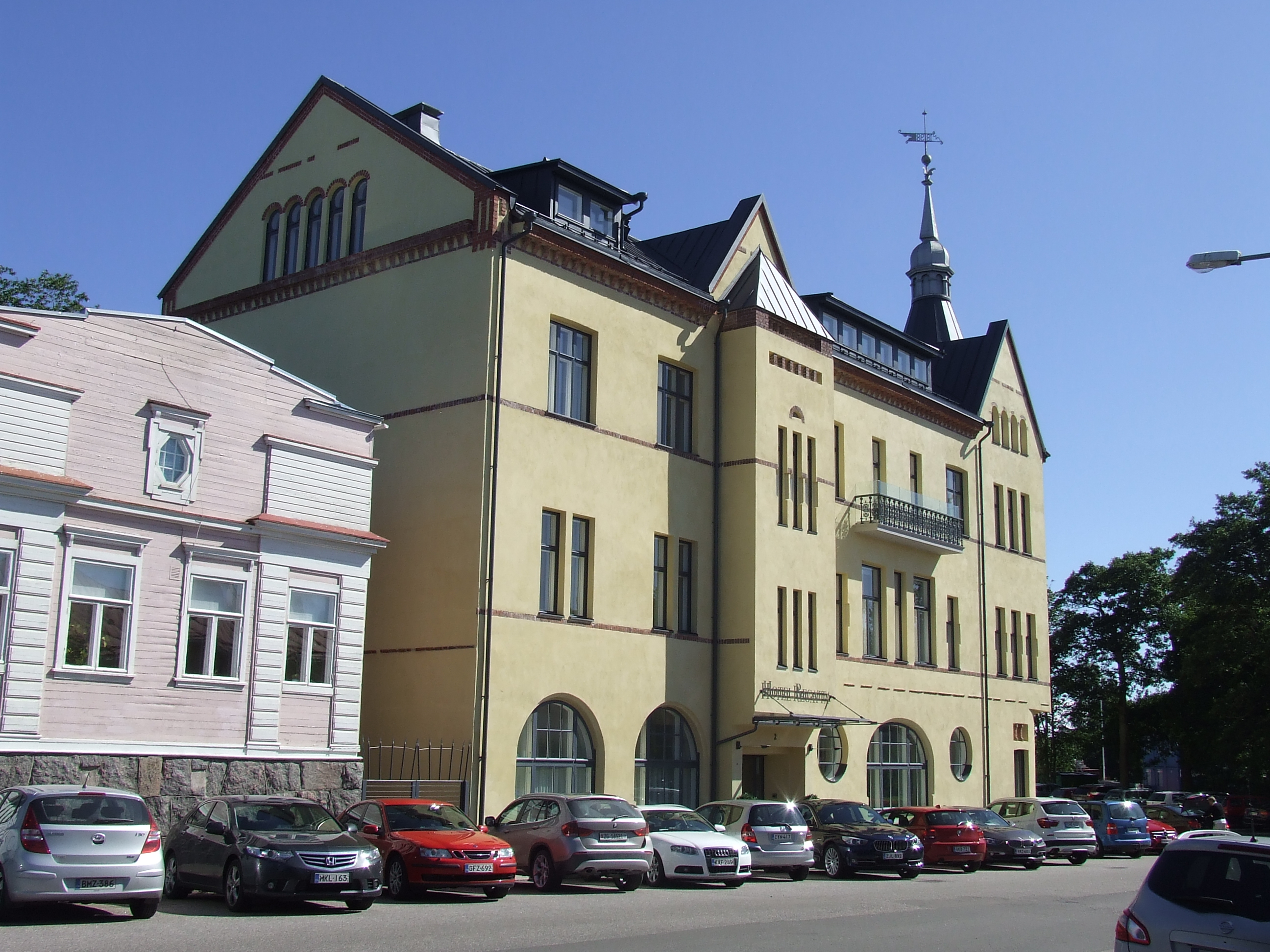
Hôtel Regatta.
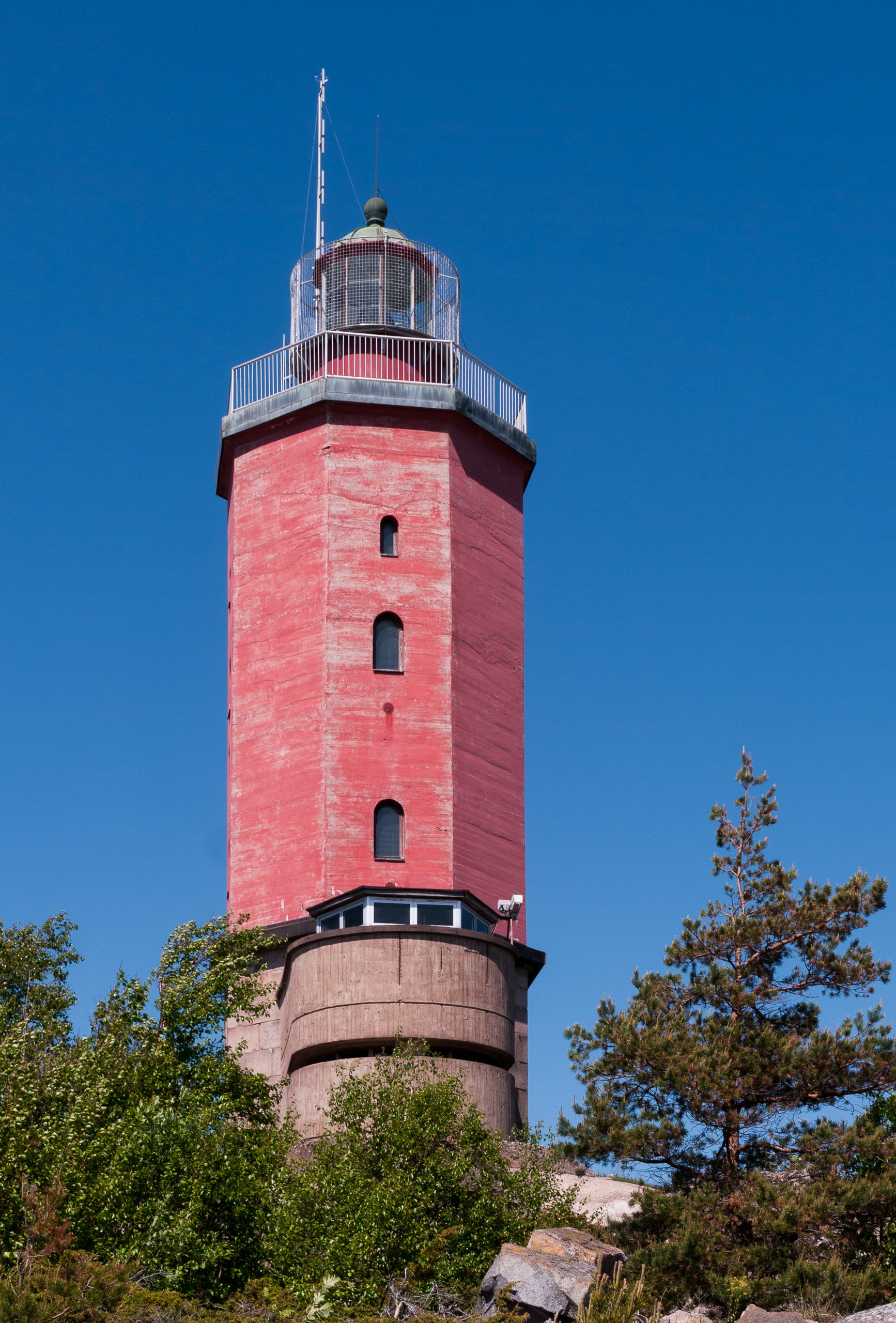
Phare de Russarö.
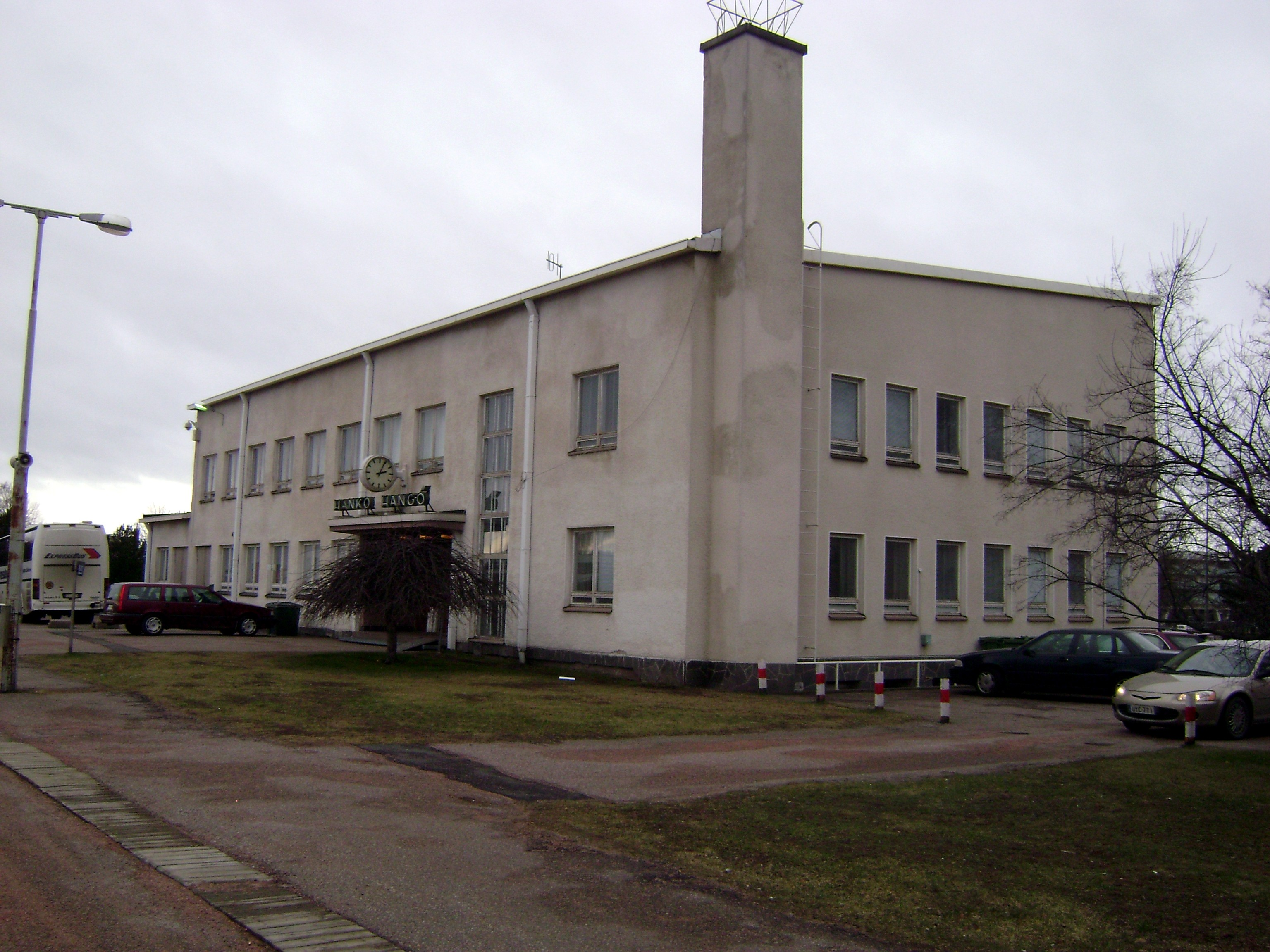
Gare ferroviaire d'Hanko.
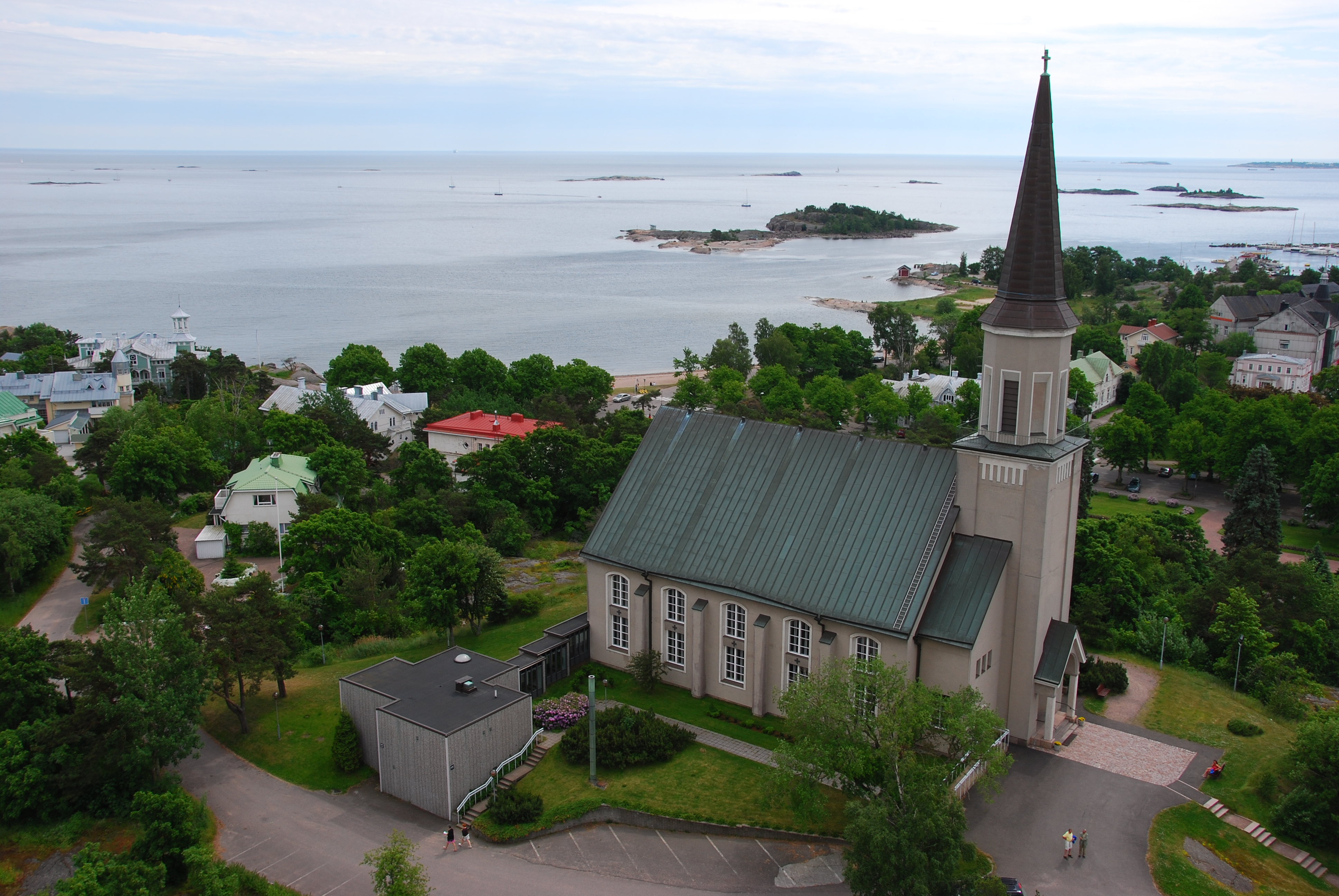
L'église d'Hanko.